# 101 Helena
101 Helena (mednarodno ime je tudi 101 Helena, starogrško starogrško Ἑλένη: Heléne) je  velik in temen asteroid tipa S v glavnem asteroidnem pasu.

## Odkritje
Asteroid je odkril 15. avgusta 1868 James Craig Watson (1838 – 1880).. Poimenovan je po Heleni iz grške mitologije.

## Lastnosti
Asteroid Helena obkroži Sonce v 4,15 letih. Njegova tirnica ima izsrednost 0,142, nagnjena pa je za 10,199° proti ekliptiki. Njegov premer je 65,8 km, okrog svoje osi pa se zavrti v 23,080 urah .